# Hermes Binner
Hermes Juan Binner (Rafaela, 5 de junio de 1943 - Casilda, 26 de junio de 2020) fue un médico y político argentino. Perteneció al Partido Socialista, siendo presidente del partido desde mayo de 2012 hasta 2016. Fue el 82.º gobernador de la provincia de Santa Fe de 2007 a 2011, el primer gobernador socialista de la historia del país.

## Comienzos
La familia Binner es originaria del cantón del Valais, Suiza. Hermes Binner nació en la ciudad santafesina de Rafaela el 5 de junio de 1943. Se formó en la Facultad de Medicina de la Universidad Nacional de Rosario (UNR) en 1970, participando del Movimiento Nacional Reformista, luchando por ideas reformistas y progresistas dentro de su universidad y especializado en medicina del trabajo y anestesiología, era cardiólogo. Militó desde muy joven en las diversas expresiones que adoptó el socialismo en su país: Partido Socialista Argentino, Partido Socialista Popular y el reunificado Partido Socialista.
En la Facultad de Medicina en la Universidad Nacional de Rosario, fue responsable de la Secretaría de Extensión Universitaria, donde desarrolló varios programas culturales (música, cine, debate). En los años 1970, mientras ejercía la medicina en el sector público de la salud, actuó como médico en los barrios marginales de Rosario, especialmente formados por obreros de la industria frigorífica y portuaria. En 1972 participó activamente en la refundación del Partido Socialista Popular, bajo la guía de Guillermo Estévez Boero.
En los años 1980, ya en democracia, fue director y vicedirector de hospitales públicos de la Provincia de Santa Fe. Entre 1989 y 1993 fue Secretario de Salud de la Municipalidad de Rosario, durante la gestión del entonces socialista Héctor Cavallero y, entre 1993 y 1995, fue concejal por su partido en la misma ciudad. En el ínterin, también fue candidato a vicegobernador, junto al fiscal Luciano Molina, por el frente de partidos llamado Honestidad, Trabajo y Eficiencia (obteniendo 8,51% de los votos).

## Intendencia de Rosario
En 1995 fue elegido intendente de Rosario, cargo para el que fue reelegido en 1999. Los principales ejes en los que hizo foco su gestión como intendente fueron la descentralización y la atención primaria en salud. Durante sus gobiernos se crearon decenas de centros de promoción comunitaria en los barrios.
La descentralización de la ciudad se llevó a cabo a través de la división en seis zonas, las cuales funcionan alrededor de los Centros Municipales de Distrito (CMD). En estos centros se pueden realizar diversas gestiones, participar en reuniones sociales y culturales o formar parte de grupos de trabajo específicos.

## Candidatura a la gobernación de 2003
En 2003, se presentó como candidato a gobernador y perdió la contienda ante Jorge Obeid, pese a haber conseguido más cantidad de votos que este último. La razón fue la vigencia de la Ley de lemas, actualmente derogada, que permitía a un partido presentar varios candidatos y sumar los votos para atribuirlos al más votado de todos ellos.

## Elecciones legislativas de 2005
En las elecciones legislativas del 23 de octubre de 2005 resultó electo diputado nacional por Santa Fe, en representación del Frente Progresista, Cívico y Social, una alianza entre el Partido Socialista, la Unión Cívica Radical, el ARI y el Partido Demócrata Progresista, entre otras agrupaciones.

## Gobernación de Santa Fe
En las elecciones del 2 de septiembre de 2007 Hermes Binner resultó elegido como gobernador de la Provincia de Santa Fe representando al Frente Progresista, Cívico y Social que presentó la fórmula Hermes Binner-Griselda Tessio. Ganó, con el 48,60% de los votos, contra el 38,79% de la fórmula del Frente para la Victoria de Rafael Bielsa. De esta manera, Binner se convirtió en el primer gobernador socialista de la República Argentina e interrumpió 24 años de gobierno consecutivo del Partido Justicialista en la provincia de Santa Fe. 
En 2008 obtuvo el Premio Konex de Platino por su desempeño en el rubro Administradores Públicos durante la última década en Argentina.
En materia de salud pública, se avanzó con la descentralización mediante la construcción de 60 centros de salud en el territorio provincial y de tres hospitales de alta complejidad, el Centro de Especialidades Médicas Ambulatorias de Rosario (Cemar), el Hospital de Emergencia Clemente Álvarez (Heca) y el Hospital Regional Sur de Rosario. Durante su mandato, Santa Fe logró las tasas de mortalidad infantil (9,7 cada 1000 nacidos vivos) y mortalidad materna (2,2 cada 10 000 nacidos vivos) más bajas de su historia.
En educación, el gobierno provincial avanzó con la titularización de docentes, que durante años habían ejercido su cargo como suplentes sin estabilidad laboral ni plenos derechos.
La principal crítica hacia el gobierno de Binner desde los sectores opositores fue el crecimiento del narcotráfico y de la violencia asociada al mismo durante su gobierno. El gobierno provincial replicó a esas críticas argumentando que el narcotráfico es un delito federal y por lo tanto su control corresponde al gobierno nacional. Con el objetivo de disminuir los índices delictuales el gobierno realiza una reforma que comienza con la creación del Ministerio de Seguridad y la profesionalización de la policía con la obligatoriedad de realizar tres años de estudios antes de ejercer su tarea. Sin embargo, con el cambio de ministro que ocurre en diciembre de 2009, se vuelve atrás con parte de estas reformas y la policía adquiere mayor autonomía con respecto al poder político.

#### Gabinete de Gobierno
| Ministerios del Gobierno de Hermes Juan Binner           | Ministerios del Gobierno de Hermes Juan Binner | Ministerios del Gobierno de Hermes Juan Binner | Ministerios del Gobierno de Hermes Juan Binner | Ministerios del Gobierno de Hermes Juan Binner     |
| Cartera                                                  | Titular                                        | Titular                                        | Titular                                        | Período                                            |
| -------------------------------------------------------- | ---------------------------------------------- | ---------------------------------------------- | ---------------------------------------------- | -------------------------------------------------- |
| Ministerio de Gobierno y Reforma del Estado              |                                                | Antonio Bonfatti                               | PS                                             | 11 de diciembre de 2007 - 10 de diciembre de 2011  |
| Ministerio de Economía                                   |                                                | Ángel José Sciara                              | PS                                             | 11 de diciembre de 2007 - 10 de diciembre de 2011  |
| Ministerio de Educación                                  |                                                | Elida Rasino                                   | PS                                             | 11 de diciembre de 2007 - 10 de diciembre de 2011  |
| Ministerio de Justicia y Derechos Humanos                |                                                | Héctor Superti                                 | Ind.                                           | 11 de diciembre de 2007 - 10 de diciembre de 2011  |
| Ministerio de Seguridad                                  |                                                | Daniel Cuenca                                  | Ind.                                           | 11 de diciembre de 2007 - 2 de diciembre de 2009   |
| Ministerio de Seguridad                                  |                                                | Álvaro Gaviola                                 | PS                                             | 2 de diciembre de 2009 - 10 de diciembre de 2011   |
| Ministerio de Obras Públicas y Vivienda                  |                                                | Hugo Storero                                   | UCR                                            | 11 de diciembre de 2007 - 10 de diciembre de 2011  |
| Ministerio de Salud                                      |                                                | Miguel Ángel Cappiello                         | PS                                             | 11 de diciembre de 2007 - 10 de diciembre de 2011  |
| Ministerio de Producción                                 |                                                | Juan José Bertero                              | PS                                             | 11 de diciembre de 2007 - 10 de diciembre de 2011  |
| Ministerio de Desarrollo Social                          |                                                | Pablo Farías                                   | PS                                             | 11 de diciembre de 2007 - 10 de diciembre de 2011  |
| Ministerio de Trabajo y Seguridad Social                 |                                                | Carlos Rodríguez                               | PS                                             | 29 de septiembre de 2008 - 10 de diciembre de 2011 |
| Ministerio de Innovación y Cultura                       |                                                | María de los Ángeles González                  | Ind.                                           | 11 de diciembre de 2007 - 10 de diciembre de 2011  |
| Ministerio de Aguas, Servicios Públicos y Medio Ambiente |                                                | Antonio Ciancio                                | Ind.                                           | 11 de diciembre de 2007 - 10 de diciembre de 2011  |

## Candidatura presidencial de 2011
El 11 de junio de 2011, el Congreso Socialista proclamó la fórmula presidencial: Hermes Binner/Norma Morandini (senadora nacional por la provincia de Córdoba) para las elecciones presidenciales que se realizaron en Argentina en el mes de octubre de 2011. Dicha candidatura fue en representación del Frente Amplio Progresista, agrupación creada y presentada públicamente en la ciudad de Buenos Aires en el mes de junio de 2011. A ella pertenecen, además del Partido Socialista, varias agrupaciones de la llamada «izquierda democrática» argentina: Frente Cívico, Generación para un Encuentro Nacional, Buenos Aires Para Todos liderado por Claudio Lozano, Movimiento Libres del Sur, Corriente Nacional por la Unidad Popular, Partido Nuevo de Córdoba, entre otras.
El 14 de agosto de 2011 compitió en las elecciones primarias, en las que resultó el cuarto más votado, con alrededor del 11% de los votos y el 23 de octubre logró un segundo puesto, con el 16.81% de los votos detrás del 54.11% de Cristina Fernández de Kirchner, obteniendo el mayor porcentaje de votos para un dirigente socialista desde las elecciones presidenciales de Argentina de 1916, aunque fue también el segundo candidato derrotado por mayor margen desde la restauración de la democracia, con Fernández de Kirchner sobrepasándolo por 37.30 puntos de diferencia.

## Carrera tras la gobernación
El 17 de mayo de 2012 asumió la presidencia del Partido Socialista por consenso.
En las elecciones legislativas de 2013 fue candidato a diputado nacional por Santa Fe. Logró el primer lugar con el 42,39% de los votos y su lista obtuvo cuatro escaños. Semanas después se anunció que presidiría el bloque del Frente Amplio Progresista en la Cámara de Diputados, integrado por quince legisladores.
Para las elecciones de 2015, renuncia a la candidatura presidencial luego del acuerdo entre la UCR y el PRO para formar el frente Cambiemos. El Partido Socialista prioriza la conformación del Frente Progresista Cívico y Social en Santa Fe, reteniendo la gobernación en las últimas elecciones con la candidatura de Miguel Lifschitz. Binner se presenta como candidato a senador nacional por Santa Fe, bajándose de la candidatura presidencial y proponiendo a Margarita Stolbizer como candidata por el socialismo, sin embargo para las elecciones nacionales de senador, fue por fuera de la lista de Margarita Stolbizer y quedó en el cuarto puesto, no obteniendo la banca en el congreso.

## Fallecimiento
En 2019, a sus 76 años, Hermes Binner fue internado en un geriátrico en la ciudad de Casilda, producto de un cuadro avanzado de Alzheimer y una complicación renal.
El 26 de junio de 2020 falleció a los 77 años a causa de una neumonía aguda por la cual estuvo internado en la Clínica Primordial de Casilda, ubicada al sur de la Provincia de Santa Fe. Sus restos fueron cremados.

## Reconocimientos
- En Rosario, cada 5 de junio se conmemora el nacimiento de Binner con el “Día Municipal de la Salud Pública”.[21]
- En agosto de 2020, una calle de la localidad de San Lorenzo recibió el nombre de "Gobernador Hermes Binner".[22]
- En diciembre de 2020 se inauguró la calle "Hermes Binner" en la ciudad de Correa.[23]
- En 2021, la Universidad Nacional de Rosario lo reconoció póstumamente como honoris causa, su máximo reconocimiento académico.[24]
- En la localidad de Pueblo Esther se ubica el "Centro Cultural Hermes Binner".[25]
- En junio de 2024 se inauguró el centro de salud Hermes Binner en el barrio Avellaneda Oeste de Rosario. [26]